# مذبحة صندلة

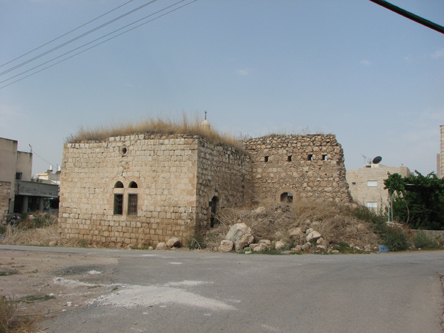
بيت قديم في صندلة

مذبحة صندلة هي مذبحة راح ضحيتها 15 طفلًا من أبناء قرية صندلة في 17 أيلول عام 1957 في طريق عودتهم من مدرستهم الواقعة في قرية مقيبلة المجاورة، حين أثارهم فضولهم لاستكشاف أحد الاجسام المشبوهة الموضوعة على قارعة، فإذ به لغمًا ينفجر بهم أدى إلى استشهاد 15 طفل معدّل أعمارهم 9 سنوات، وإصابة 3 ما زال أحدهم مُقعدًا حتى اليوم.
خلد شاعر المقاومة الفلسطيني الشهيد راشد حسين المذبحة بقصيدة الغلة الحمراء.

## صندلة قبل المذبحة
وقعت صندلة أُسوة بباقي المدن والقرى العربية المحتلة بعد حرب 1948 (حرب النكبة) تحت الحكم العسكري الصهيوني، الذي قيّد حركة السكان الفلسطينيين وفرض عليهم نظام التصاريح الذي يجبر كل فلسطيني على حيازة تصريح خطي من الحاكم العسكري على المنطقة أو القرية من أجل الخروج منها. بلغ عدد سكان صندلة في تلك الفترة عام 1957، 350 نسمة، منهم 45 طفلًا يتلقون تعليهم في مدرسة مقيبلة، يسافرون يوميًا مشيًا على الأقدام مسافة 2 كيلومتر صيفًا وشتاءً للوصول إلى المدرسة. الأرض التي تقع عليها طريق مسير طلاب المدرسة هي بالأصل لقرية الجلمة إلّا أنّ الاستعمار الصهيوني احتلها في حرب النكبة ومنحها للوكالة اليهودية التي كانت تزرعها في المواسم الزراعية، وفي موسم الموافق للمجزرة زُرعت في الذرة الحمراء.

## وصف عام للمذبحة

### ظروف المذبحة
وفي يوم الثلاثاء 17 أيلول عام 1957، وخلال فترة الحكم العسكري على الأراضي المحتلة عام 1948 وبعد انتهاء الدوام المدرسي الساعة 14:30، حدثت المذبحة بعد أن انفجر لغم كان ملقًا على جانب الطريق في 15 طالبًا يشكلون ثلث عدد طلاب قرية صندلة في حينه. سمع أهل قرية صندلة ومقيبلة دويّ انفجار فهرعوا إلى المكان الذي ملأته سحابةٌ كبيرة من الغبار واللحم المتناثر ورائحة الدم، نُقل الجرحى الثلاثة إلى مستشفى العفولة بالسيارة الوحيدة المتوفرة في القرية حينها. تم التعرف على جثث ال15 شهيدًا وشهيدةً، ودفنت في مقبرة القرية في ذات الليلة، والأطراف والأشلاء التي لم يتم التعرف عليها دُفنت في قبر جماعي.

### ما بعد المذبحة
رغم المذبحة شددت سلطات الاستعمار الصهيوني الخناق والحصار على قرية صندلة مُفتشةً بطاقات الهويّة الشخصيّة عند مدخل القرية ومانعةً دخول أي أحد غير أهل القرية إليها، خاصةً الشخصيات والقوى الوطنية. ومنع الاستعمار الجميع باستثناء أهالي القرية بالمشاركة في الجنازة والدفن وطالب أهل القرية بالصمت والقبول بالقضاء والقدر. كما أن الصحافة العبرية كتبت عن المذبحة كحدثِ عابر.
رفض الحاكم العسكري الإسرائيلي فتح أي تحقيق في المذبحة وعلل ذلك بقوله: «أن أهالي الضحايا يؤمنون بالقضاء والقدر ولا يرغبون بتدخل أي انسان، أو ملاحقة هذا الملف».

## شهادات شفوية لشاهدين على المذبحة

### يروي جمال عبد الله عمري
«الحادثة حدثت في يوم 17/9/1957، كنّا نتعلم في مدرسة مشتركة ما بين صندلة ومقيبلة، الموجودة في المرج، كنا نرجع إلى بيوتنا بعد الدوام، والطريق كانت ترابية طبعا، نذهب مشياً ونرجع مشيا في تلك الأيام، في ذلك اليوم وعند رجوعنا من المدرسة كنت أنا وأحد الطلاب قد وصلنا إلى القذيفة التي كانت موجودة في الطريق، وكانوا عمال» الكيبوتسات«يعملون في الأرض، يحرثون فيها، ووجدنا قنبلة، وبما أننا في ذلك الوقت كنا صغار السنّ، 8 سنوات وعشر سنوات، كنا نجهل ما عواقب هذا الشيء إذا لعبنا فيه، لسنا رجال عسكر ولا رجال حروبات، كنا أطفال أبرياء نخرج الصبح من البيت على المدرسة ونرجع الظهر إلى البيت، لعبنا في القذيفة التي وجدنها على جانب الطريق، بعد دقائق معدوات، حملت القذيفة وأبعدتها عن الطريق، لأني الذي فهمته أن هذا شيء خطر، بالرغم من أنّنا لم نكن نعرف تقريبا، ما هذه القذيفة وما هي نتائجها، في ذلك الوقت جاء أخي الذي هو أصغر مني سنا، اسمه فؤاد أمسكته بيده ومشينا، ولكن قبل ذلك تواجد في المكان أخوان واللذان أمسكا بالقذيفة للعب فيها، وبعد ذلك ترك أحدهما المكان ولحقه الآخر وأنا وأخي لحقنا بهما كي نعود الي البيت سوية، ونحن نركض أفلت أخي يده مني، ولم انتبه وظننت انه يمشي معي، وحقيقة فقد كان قد رجع إلى موقع القذيفة، بعد دقائق معدودة، سمعنا الانفجار، وقع الانفجار نظرت فلم اجد أخي معي.عدنا راكضين، كان منظراً رهيباً جدا، يصعب وصفه، أشلاء، أطفال صغار، من 8 سنوات لعشر سنوات، كان من الصعب تميّيز هذه القطعة لمن؟! والقطعة الأخرى لمن!، وقطعت أجساد هؤلاء الأطفال، بعدها جاء المعلمون من المدرسة والناس وأهل البلد وأهل مقيبلة طبعا، وقد حلّت هذه الكارثة، وفعلا كانت كارثة كبيرة جدا، وصل الناس وطلاب آخرين إلى موقع الانفجار، والذي كانت نتيجته استشهاد 15 طالبا، وجرح ثلاث طلاب، منهم ابنة عمي قطعت رجلها، ومال زالت على قيد ال حياة حتى اليوم، وطالبان آخران، وهما أيضا ما زالا على قيد الحياة، ولكن المشقة والصعوبة في الحياة كانت أكبر على ابنة عمي التي عاشت بدون رجل منذ ذلك الوقت».

### يروي خالد إبراهيم عمري
«بعد الدوام الدراسي، تقريبا الساعة 2:30 كنا عائدين من المدرسة، سرنا وراء وبجانب بعض، كان لي زميل بالصف اسمه أحمد، اجتمعنا مع الطلاب وكانوا يمسكون بجسم غريب، أول مرة يروا مثله، ملقى على جانب الطريق، طول قنينة عصير كبيرة، يلعبون بهذا الجسم ونحن نتفرج، وإذ بصاحبي محمد يقول لي ولا اعرف كيف انتبه للموضوع بأنّ هذه قنبلة وقد تنفجر في أي وقت، لم ننبه غيرنا كنا اطفالا غير مدركين، تركني صديقي وذهب، ومباشرة لحقت به، لم أكد اصل اليه على بعد نحو 200 متر، والا وقد وقع انفجار كبير، نظرت إلى الوراء، دخان وغبار، اجسام في الجو، مختلطة بالتراب، طارت في الهواء وسقطت أرضًا، عدت إلى هناك، كانت المناظر صعبة، لم أر طالبا سليم الجسم، تحولت الاجساد إلى أشلاء وقطع من اللحم. لم يكن في ذلك الوقت سيارة في صندلة الاّ سيارة واحدة، بالصدفة مرت من هناك ورأوا المشهد، نقلوا الجرحى، الذين كان عددهم 3، إلى مستشفى العفولة وما زالوا على قيد الحياة، وسائق السيارة الذي هو جارنا، كانت ابنته من ضمن الذين استشهدوا يومها، تم دفن الشهداء في الليل، وكان فترتها حكم عسكري، وفي ذكرى أربعين يوما لاستشهاد قرر أهل القرية احياء الذكرى، لكن الحكم العسكري لم يسمح لأي انسان ان يأتي من خارج البلدة، الا أنّ شخصيات معدودة منهم المرحوم راشد حسين، من قرية مصمص، والذي ألقى قصيدة يومها باسم الغابة الحمراء حضر هناك.»

### الحاجة تمام عبد الحليم عمري
تروي الحاجة تمام وهي أخت للشهداء الثلاثة: آمنة عبد الحليم عمري (10 سنوات)، طالب عبد الحليم عمري (13 سنة)، غالب عبد الحليم عمري (8 سنوات)
«اخوتي كانوا من أحسن الناس، كان أخي طالب يحمل ابني الصغير على كتفيه إلى المدرسة، وكان ابني في صف البستان يوم وقعت المجزرة، كان عادل ابني قد دخل للتو إلى المنزل وإذ بنا نسمع دوي انفجار قوي، ولكنّه أكّد لي بأن جميع الطلاب الباقيين يسيرون خلفه، لم أعرف كيف وصلت إلى المكان بسرعة، رأيت أخي وأمسكته وحملته ولكنّه استشهد بين يدي، وعندما وصل الناس جميعًا لم يجدوا أي طفل حي إلا ثلاثة». وأضافت الحاجة تمام: «كانت المصيبة عظيمة، إذا مررت على جميع البيوت حينها لرأيت بأنّ جميعهم يبكون، تمّ دفن الشهداء ليلا، ولكنّي لم استطع من رؤية أحد اخوتي الذي تمّ تكفينه استعدادا للدفن، كان وقع الحادثة صعبا على أبي وأمي اللذين دفنا لاحقًا إلى جانبهما، هذه المصيبة لا تخلو من أذهاننا ونذكرها على الدوام، وأنا أذهب بشكل دوري إلى المقابر لأقرأ على أرواحهم الفاتحة»

## المسؤولية عن المذبحة
بررت سلطات الحكم العسكري الإسرائيلي الحادثة ببيان وزعه الحاكم العسكري جاء فيه أنّ الحادث قضاء وقدر، وأنّ القذيفة هي من مخلفات الحرب، مدعيًا أنّ الجيش الأردني يتحمل المسؤولية عن القذيفة باعتبارها تابعة له، علمًا أن الجيش الاستعمار الصهيوني هو الوحيد صاحب هذه المعدات الحربية المتطورة. وعلمنا أنّ قوات الأمن والجيش قامت في اليوم التالي للمجزرة بتمشيط المنطقة وعثرت على قذائف أخرى، تمّ تفجيرها، وقد سمعنا التفجيرات أثناء توديع أطفالنا الشهداء.
أمّا مصطفى عمري (أبو ناظم) وهو من مواليد العام 1938، والذي أنهى دراسته الثانوية في الناصرة، والتحق بدار المعلمين في تل أبيب، يقول: «علمتُ مؤخرًا بتفاصيل جديدة مختلفة تمامًا عن حديثهم السابق، وتبريرها بمخلفات الحرب لعدم محاسبتهم، محليًا ودوليًا. ونحنُ نتحدث عن منطقة تابعة للجلمة في الضفة الغربية، استولى عليها الاحتلال وصادر الأرض التي اعتُبرت أملاك غائبين، مساحتها 3000 دونم، وقد حُوّلت إلى مزرعة تابعة للوكالة اليهودية، ومِن حُسن حظي أنني وصلت إلى منزل مدير الوكالة اليهودية في العام 1957، عندما وقعت المجزرة، زُرته في منزله ووجدته يستعد لنزهة مع زوجته مشيا على الأقدام، قال مدير الوكالة (بيسح في الثمانييات من العمر)، 'معرفتوش؟!'، وبدأ بسرد ما حدث يوم وقوع الانفجار، 'كُنت أنتظر الحصادّين في موسم زراعة الذرة الحمراء، أردتُ عدّ الأكياس الجاهزة، صعدتُ إلى الجرّار مع العمال، ورأيتُ القنبلة بين الأكياس، قلتُ للسائق: ما هذا؟! قال أنه جرن حجري يُستعمل لدق البليلة (وهي مِن طقوس الاحتفالات اليهودية أيام السبت)، قلتُ له بحزم: هذه قنبلة تعمل (بوم) وتقتُل، إرمِها بسرعة، كان السائق عراقيا (كرديا)، وقف بسرعة على جانب الطريق ورمى القنبلة، قال مدير الوكالة، في اليوم التالي جاءت الشُرطة تبحث عني ونبهتني ألا أذهب لصندلة خوفًا مِن الاعتداء عليّ وعرفتُ أنّ 15 طفلاً قتلوا في الحادث، حيثُ ألقينا القنبلة'، عندها سألته عن سائق الحصادة فأعطاني عنوانه وأخبرني أنّ اسمه أفراهام أهارون، وقد التقيته فحدثني بنفس الرواية وأنه أراد استخدام القنبلة لنقع قمح البليلة فيه، والأخير أبلغني أنّ العامل الذي رمى القُنبلة تُوفي منذ فترةٍ».
وأضاف أنه «هكذا كُشفت الحقيقة وتأكد أهالي صندلة أنّ مدير الوكالة اليهودية وعماله يتحملون مسؤولية المجزرة. وفي العام 2008، جرى تشكيل لجنة من أهالي الشهداء الذين توجهوا لمركز عدالة القانوني لفتح ملف ضد المسؤولين في الحكومة، وأُرسلت نُسخ لكافة المسؤولين في الحكومة الإسرائيلية، وبعد المداولات أمام القضاء أغلِق الملف، بادعاء أنّ قانون التقادم يسري على هذا الملف، وهكذا تنصَّلت الحكومة الإسرائيلية والمتسبِّبون بالمجزرة مِن جريمتهم».

## إحياء ذكرى المذبحة
يُحيي أهالي قرية صندلة المذبحة سنويًا في مهرجان شعبيّ يشارك فيه أهل القرية وجهات رسمية فلسطينية وناشطون فلسطينيون آخرون. وكان أكبر هذه المهرجانات وأوسعها تغطية إعلاميًا هو مهرجان إحياء الذكرى ال60 للمذبحة. (https://www.youtube.com/watch?v=GBbXciNo9rs)

## شهداء المذبحة
1. الشهيدة آمنة عبد الحليم عمري (10 سنوات)
2. الشهيدة طالب عبد الحليم عمري (13 سنة)
3. غالب عبد الحليم عمري (8 سنوات)
4. محمد عبد الله العمري (13 عامًا)
5. فؤاد عبد الله العمري (8 سنوات)
6. اعتدال عبد القادر العمري (9 سنوات)
7. رهيجة عبد اللطيف عمري (8 سنوات)
8. سهام زكريا عمري (8 سنوات)
9. صفية محمود عمري (8 سنوات)
10. عبد الرؤؤف عبد الرحمن عمري (8 سنوات)
11. فاطمة احمد يوسف عمري (10 سنوات)
12. فهيمة مصطفى عمري (8 سنوات)
13. محيي الدين سعد عمري (9 سنوات)
14. يوسف احمد محمد عمري (8 سنوات)
15. ويحيى احمد حسن عمري (9 سنوات)

## نص قصيدة الغلّة الحمراء

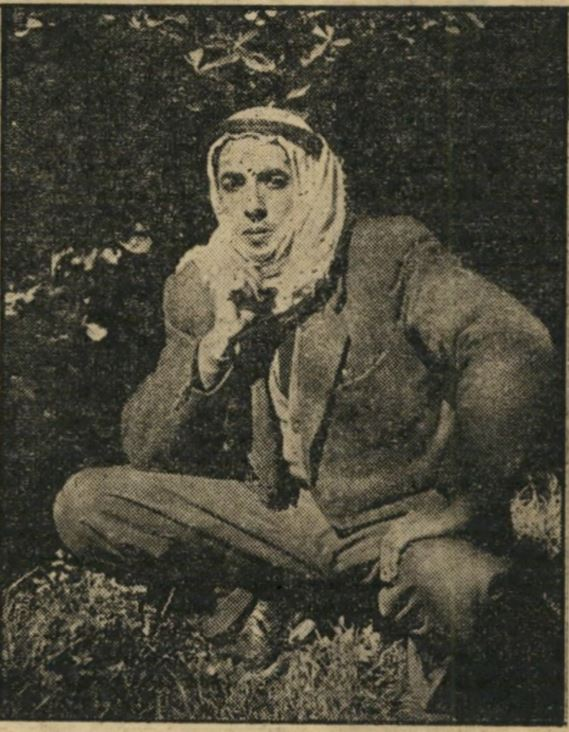
الشاعر راشد حسين

للشاعر الفلسطيني راشد حسين:
| مرج ابن عامر هل لديك سنابل  | أم فيك من زرع الحروب قنابل؟  |
| ام حينما عز النبات صنعت من  | لحم الطفولة غلة تتمايل       |
| فأذا الصغار الابرياء سنابل  | وإذا القنابل للحصاد مناجل    |
| يا مرج قل لي هل ترابك سامع؟ | ام انت عن صوت الملامة ذاهل؟  |
| انا اشاهد في الخريف سنابلا  | الا خريفك بالسنابل حافل      |
| نبتت عليك سنابل بشرية       | عصفت بها قبل الربيع زلازل    |
| مرج ابن عامر انت ما عودتنا  | جهلا فما لك بعد حلمك جاهل؟   |
| بالامس ابكيت الجباه فدمعها  | عرق إلى اضلاع صدرك سائل      |
| واليوم ابكيت القلوب فما عصى | دمع ولكن القلوب تسائل:       |
| هل بعد ان كنا نلم غمورنا    | وعلى الشفاه تبسم وتفاؤل      |
| نأتي نلملم عن ثراك لحومنا   | وكأننا كنا عليك نقاتل؟       |
| ابناؤنا من طين صدرك لحمهم   | فالوجه مثلك اسمر متفائل      |
| ابناؤنا طيات ارضك امهم      | هل تقتل الأبناء ام عاقل؟     |
| ابناؤنا بالامس انت غذوتهم   | اتراك جعت فهم اليك مأكل ؟    |
| ساروا عليك مسالمين كأنهم    | امل يسير وقصة تتكامل         |
| ساروا وافئدة الامومه حولهم  | ومن الأماني حولهن قوافل      |
| يا مرج لو قبل المنون عددتهم | لوجدت خمسة عشر فيك تمايلوا   |
| فكأنهم عمر لبدر كامل        | وكأن هذا العمر فوقك نازل     |
| والبدر ينقص كل يوم حصة      | حتى يغيب كله المتكامل        |
| فعلام عجلت المنون بحصدهم    | جمعا فداهمهم غياب عاجل؟      |
| احسبت اقلام الرصاص بنادقا   | وبأن صبيتنا الصغار جحافل؟    |
| ام ان اوراق الدروس وثائق؟   | ام في الحقائب عدة وحبائل؟    |
| يا مرج سوف تظل احمر داميا   | مهما يغسلك السحاب الهاطل     |
| فعلى بينك من الظلام سواده   | وعليك انت من الدماء غلائل    |
| يا ساكني هذا التراب ألم تزل | للعلم فيكم لهفة وتطاول؟      |
| سرتم تريدون العلى بنواله    | وإذا بمخلبه عليكم حائل       |
| العلم ابدع للانام قنابلا    | هي للشقاء وللخراب معادل      |
| قالوا القنابل عبقري صاغها   | صدقوا........ولكن عبقري سافل |
| امنت بالانسان يبني مصنعا    | للحب .......لا لمدافع تتقاول |
| امنت بالانسان هب محاولا     | لاخوة........لا للخصام يجادل |
| امنت.......لكن لكل يوم دافع | للكفر بالانسان حين يقاتل     |
| يا اخوتي حضن الامومة بيتكم  | واليوم احضان التراب منازل    |
| يا غلة حمراء كنت براعما     | خضراء.....فيها للشباب دلائل  |
| يا قصة ما اكملت فكأنما      | مات المؤلف قبلما تتكامل      |
| ايجيد هذا الشعر حق رثائكم   | ام ان قول الشعر وهم باطل؟؟   |